# Bollwinwiesen/Großer Gollinsee
Das Naturschutzgebiet Bollwinwiesen/Großer Gollinsee [bɔlˈviːn-] liegt im Landkreis Uckermark in Brandenburg.
Das Gebiet mit der Kenn-Nummer 1057, das zum Biosphärenreservat Schorfheide-Chorin gehört, wurde  mit Verordnung vom 1. Oktober 1990 unter Naturschutz gestellt. Das rund 907,5 ha große Naturschutzgebiet mit dem Großen Gollinsee und dem 11,5 ha großen Kleinen Vätersee erstreckt sich westlich, nördlich und südwestlich von Gollin, einem Ortsteil der Stadt Templin. Östlich verläuft die Landesstraße L 100, südlich die L 215 und durch das Gebiet hindurch die L 216. Am nordwestlichen Rand des Gebietes erstreckt sich der 55,3 ha große Polsensee.

## Bedeutung
Das Gebiet wird unter Schutz gestellt
- zur Erhaltung der Lebensräume bedrohter Tier- und Pflanzenarten und der oligotroph-alkalischen Seenkette und den Torfmoosmooren
- wegen der besonderen Eigenart und der hervorragenden Schönheit des Gebietes.